# أولان كونيسباييف
أولان كونيسباييف (28 مايو 1989 بأوسكمان في كازاخستان - ) هو لاعب كرة قدم كازاخستاني في مركز الوسط. شارك مع منتخب كازاخستان تحت 21 سنة لكرة القدم ومنتخب كازاخستان لكرة القدم. أما مع النوادي، فقد لعب مع إف كي أتيراو ونادي أستانا ونادي شاختار قراغندي ونادي كايرات ونادي طراز ونادي لاشين.

## وصلات خارجية
- أولان كونيسباييف على موقع الاتحاد الأوربي (الإنجليزية)
- أولان كونيسباييف على موقع قاعدة بيانات كرة القدم.إي يو (الإنجليزية)
- أولان كونيسباييف على موقع ناشيونال فوتبول تيمز (الإنجليزية)
- أولان كونيسباييف على موقع Soccerway.com (الإنجليزية)
- أولان كونيسباييف على موقع عالم كرة القدم.نت (الإنجليزية)